# Nhiếp ảnh du lịch

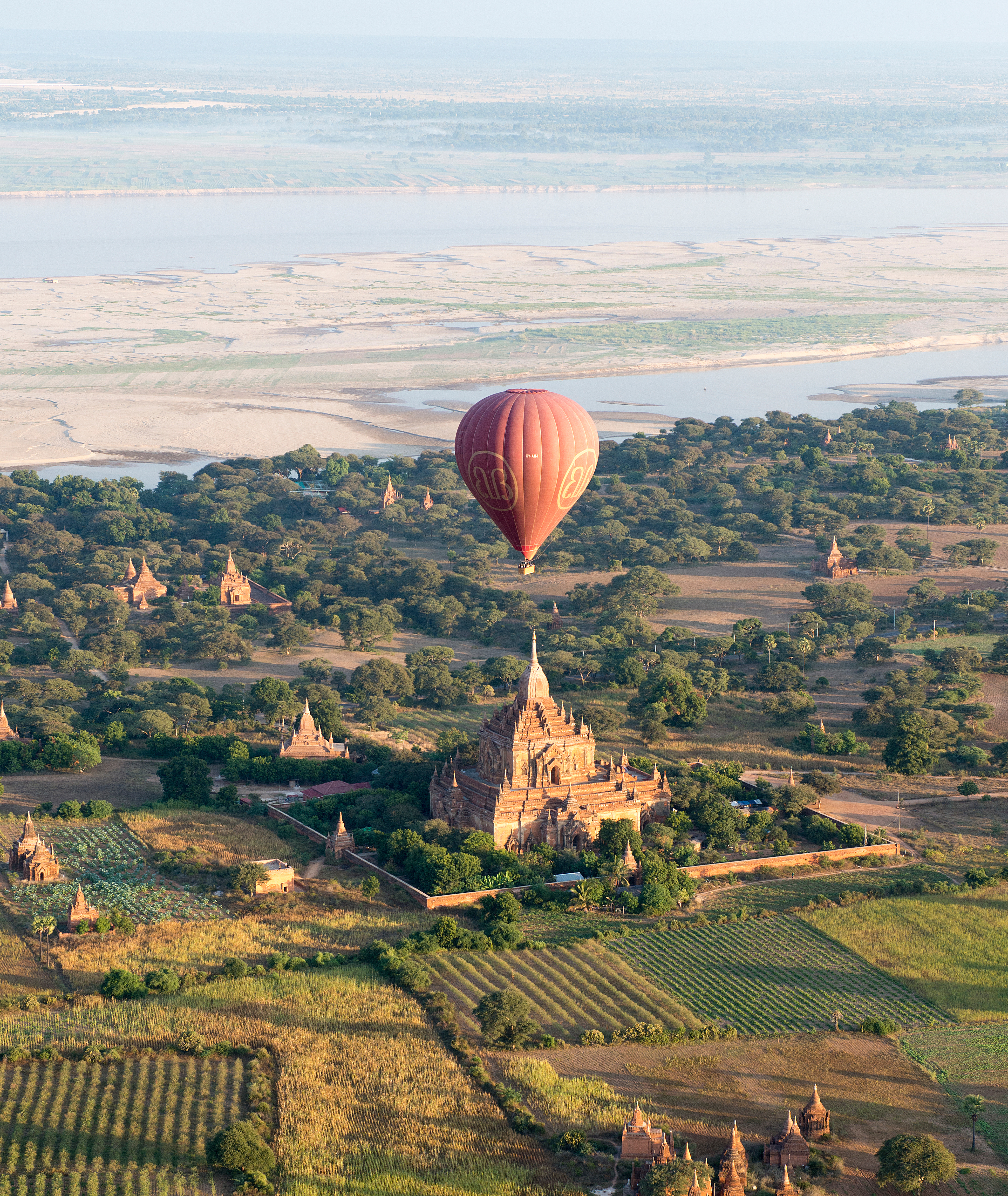
Một khinh khí cầu bay qua một ngôi chùa ở Bagan, Myanmar. Bức ảnh được chụp bởi Christopher Michel.

Nhiếp ảnh du lịch (tiếng Anh: travel photography) là một thể loại nhiếp ảnh có thể liên quan đến việc ghi lại phong cảnh, con người, văn hóa, phong tục và lịch sử của một khu vực. Hội Nhiếp ảnh Hoa Kỳ định nghĩa ảnh du lịch là một hình ảnh thể hiện cảm giác về thời gian và địa điểm, khắc họa một vùng đất, con người hoặc một nền văn hóa ở trạng thái tự nhiên và không có giới hạn địa lý.
Nhiếp ảnh du lịch là một trong những thể loại cởi mở nhất về các đối tượng mà nó bao gồm, khi so sánh với các thể loại khác của nhiếp ảnh. Nhiều nhiếp ảnh gia du lịch chuyên về một khía cạnh cụ thể của nhiếp ảnh chẳng hạn như nhiếp ảnh chân dung du lịch, phong cảnh hoặc nhiếp ảnh tài liệu cũng như chụp tất cả các khía cạnh của du lịch. Phần lớn phong cách nhiếp ảnh du lịch ngày nay bắt nguồn từ những tác phẩm đầu tiên của các nhiếp ảnh gia như Steve McCurry trên các tạp chí như National Geographic. Thể loại nhiếp ảnh này đòi hỏi phải chụp nhiều đối tượng khác nhau trong các điều kiện có sẵn khác nhau, ví dụ như chụp ảnh thiếu sáng trong nhà, chụp lại những khoảnh khắc hiếm khi tái diễn, nắm bắt sự kỳ diệu của ánh sáng trong khi chụp phong cảnh, v.v.

## Lịch sử
Những người tiên phong trong nhiếp ảnh du lịch bao gồm Francis Bedford, George Bridges, Maxime Du Camp, Solomon Nunes Carvalho, Francis Frith và James Ricalton.

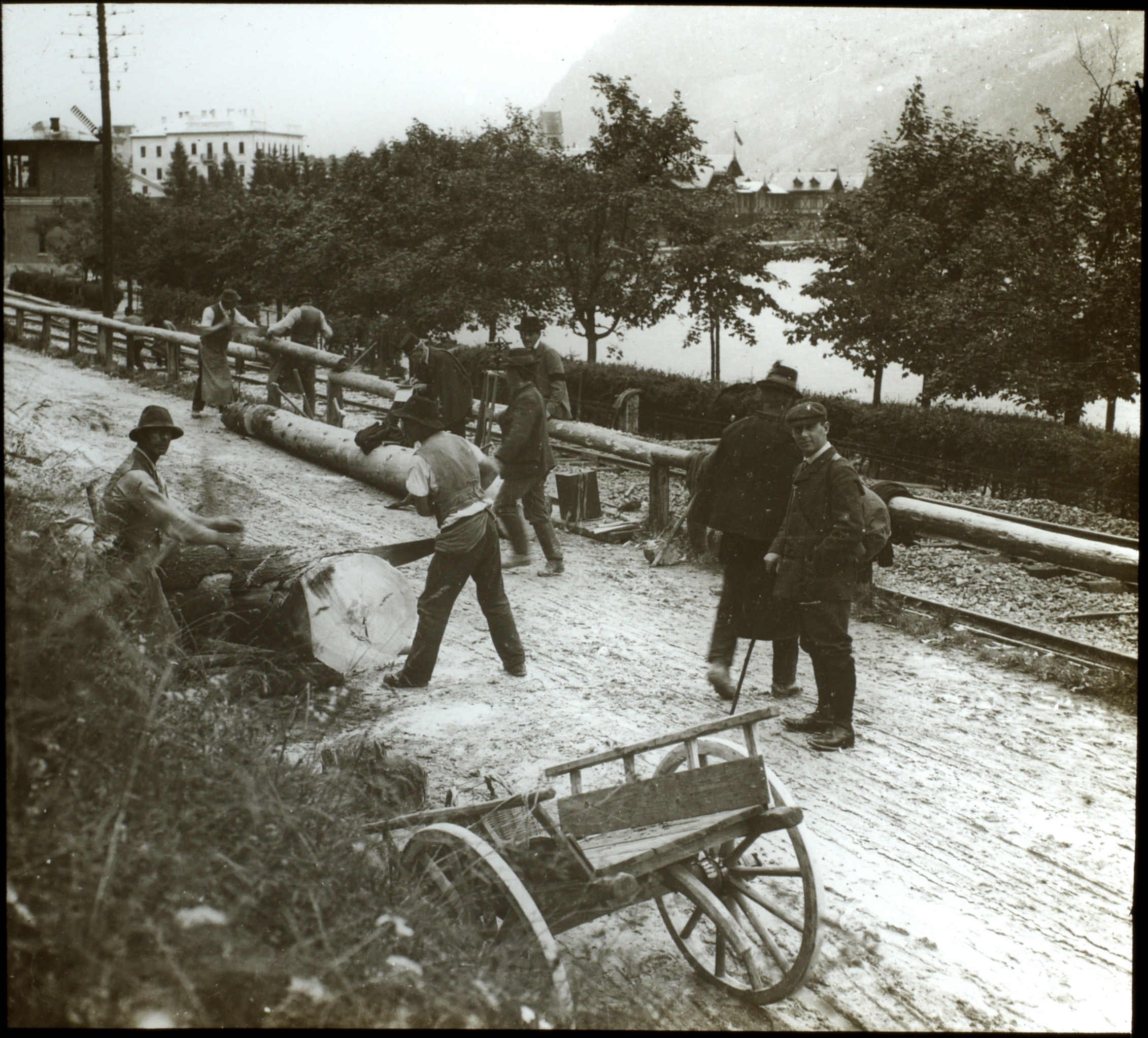
Tháng 7 năm 1903 - Zell am See - Alexander Eric Hasse